# Mustique
Mustique ist eine Insel der Grenadinen (Teil von St. Vincent und den Grenadinen) und liegt im Karibischen Meer. Der französische Name Moustique (französisch la moustique ‚die Mücke‘) bedeutet Mücke.
Die Insel befindet sich heute in Privatbesitz. Abgeschieden und luxuriös, wurde sie in der Vergangenheit von vielen Prominenten besucht, die hier ein Ferienhaus besaßen.

## Geographie
Mustique liegt ca. 28 km südlich der Hauptinsel St. Vincent, 14 km südlich von Bequia und ca. 170 km westlich von Barbados. Die Insel erreicht im Süden eine Höhe von 183 Metern. Sie gehört zu den Grenadinen, die ihrerseits zu den Inseln über dem Winde und damit zu den Kleinen Antillen gehören. Sie liegt zwischen dem Karibischen Meer und dem Atlantik, verfügt über einige Korallenriffe und hat eine Fläche von ungefähr 5,7 km².
Die 1238 Bewohner (Stand: 2012) leben in den Dörfern Lovell, Britannia Bay, Cheltenham und Dovers.

## Geschichte
Im 18. Jahrhundert wurden drei Befestigungsanlagen zur Verteidigung gegen die Franzosen errichtet: Liverpool, Percival und Shandy. Die Kontinentalblockade und Nelsons Sieg über den französischen Admiral Villeneuve 1804 schnitt Frankreich vom Zucker der Westindische Inseln ab. Kurz darauf entdeckten Bauern in Europa, dass Zucker aus Zuckerrüben gewonnen werden konnte, deshalb wurde die Insel weitgehend verlassen. Auf Mustique wuchs Wald über die sieben Zuckerplantagen Endeavour, Rutland, Old Plantation, East Lot, Adelphi, Campbell Valley und Aberdeen. Von diesen ist nur die Zuckermühle bei Endeavour übriggeblieben.
In der ersten Hälfte des 19. Jahrhunderts wurde Mustique von der Familie Hazell aus St. Vincent erworben, die zwei der verlassenen Plantagen wiedereröffnete und 1865 zu einem Anwesen zusammenführte. 1958 kaufte Colin Tennant, 3. Baron Glenconner, die Insel für 45.000 £. Die Insel war von 100 Menschen in dem baufälligen Dorf Cheltenham bei Cotton House bewohnt. Diese versuchten, Baumwolle, Erbsen und Getreide anzubauen. Es gab noch keinen Kai. Tennant schenkte Margaret, mit der er eng befreundet war, 1960 ca. 4 ha Land als Hochzeitsgeschenk; sicher auch mit dem Hintergedanken, aus dem bis dahin recht unattraktiven Moustique (französisch la moustique ‚die Mücke‘) eine Insel des Jetset zu machen. Prinzessin Margaret ließ eine der ersten Villen, „Les Jolies Eaux“ an der Südspitze der Insel erbauen. zum Beispiel Prinzessin Margaret, Bryan Adams, Mick Jagger, Tommy Hilfiger, David Bowie oder Boris Johnson mit seiner damaligen Verlobten Carrie Symonds. Auch der Maler Stefan Szczesny kam seit 1995 auf die Insel und arbeitet dort. Im August 2012 heiratete John Cleese hier die 31 Jahre jüngere Jennifer Wade.

## Besitzverhältnisse
Seit 1968 wird die Insel von der Mustique Company verwaltet, einem Zusammenschluss der Land-Eigentümer auf der Insel. Es gibt auf Mustique 89 private Villen sowie zwei Hotels, die von der Mustique Company betrieben werden.

## Galerie

Bilder
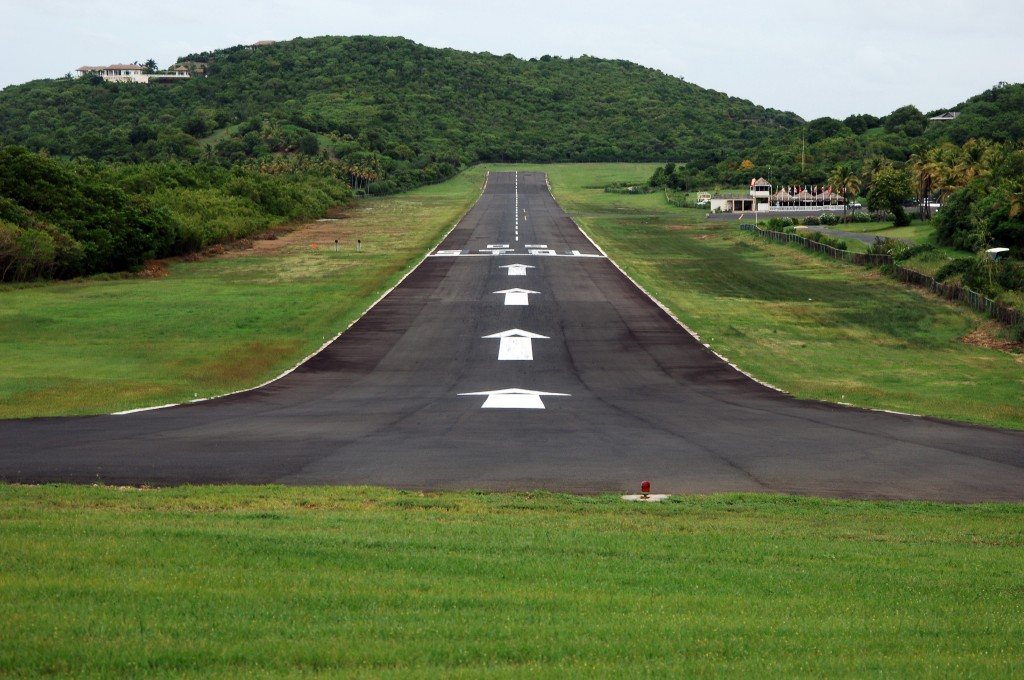
Mustique International Airport
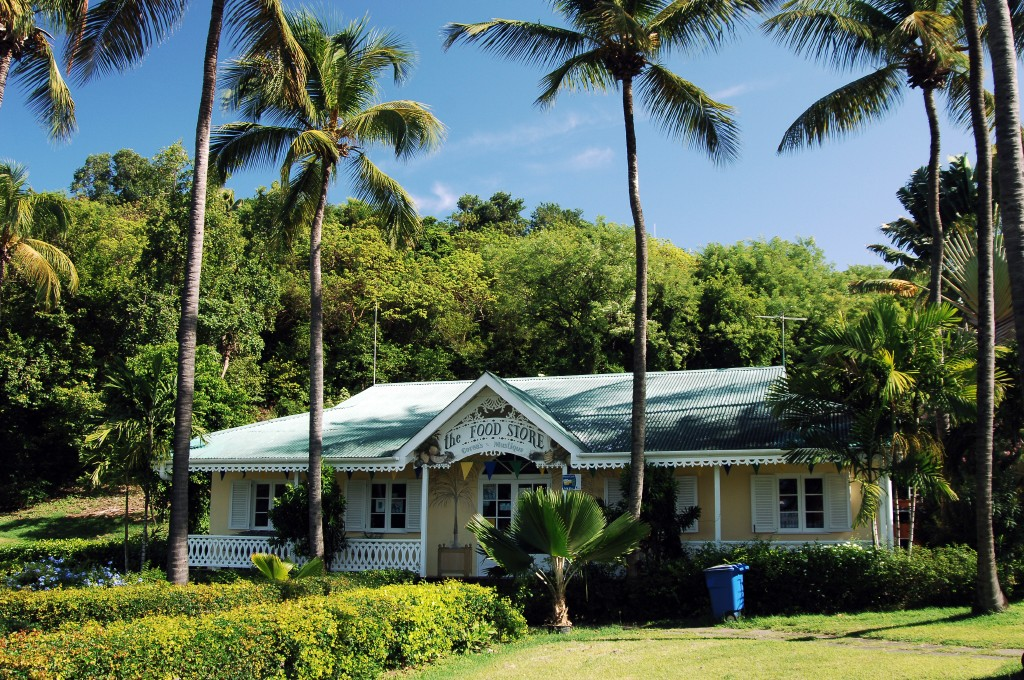
Lebensmittelgeschäft
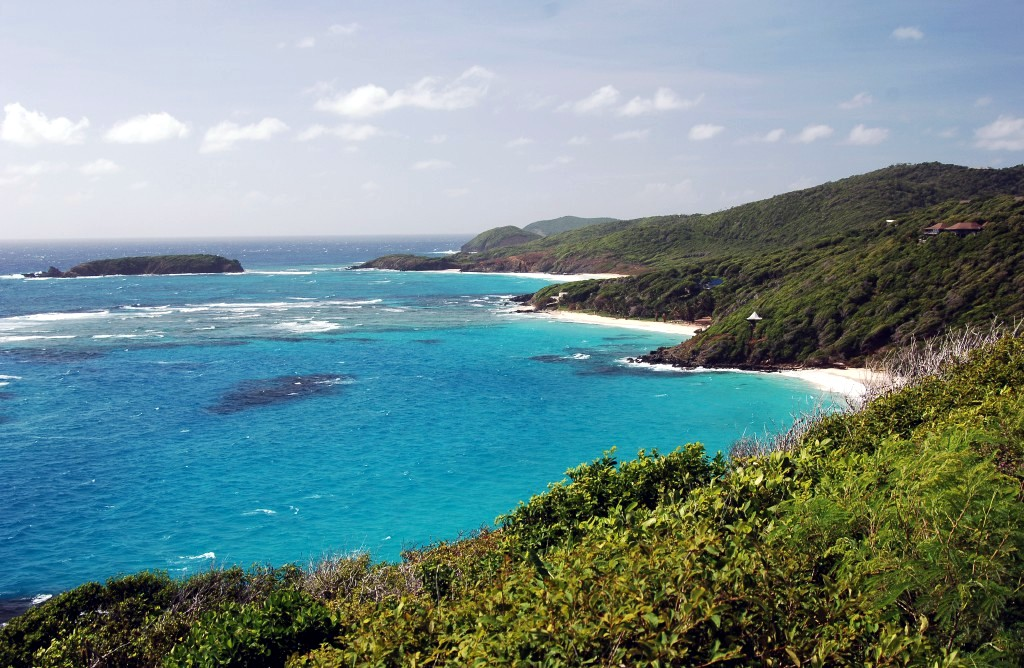
Strände an der Ostküste
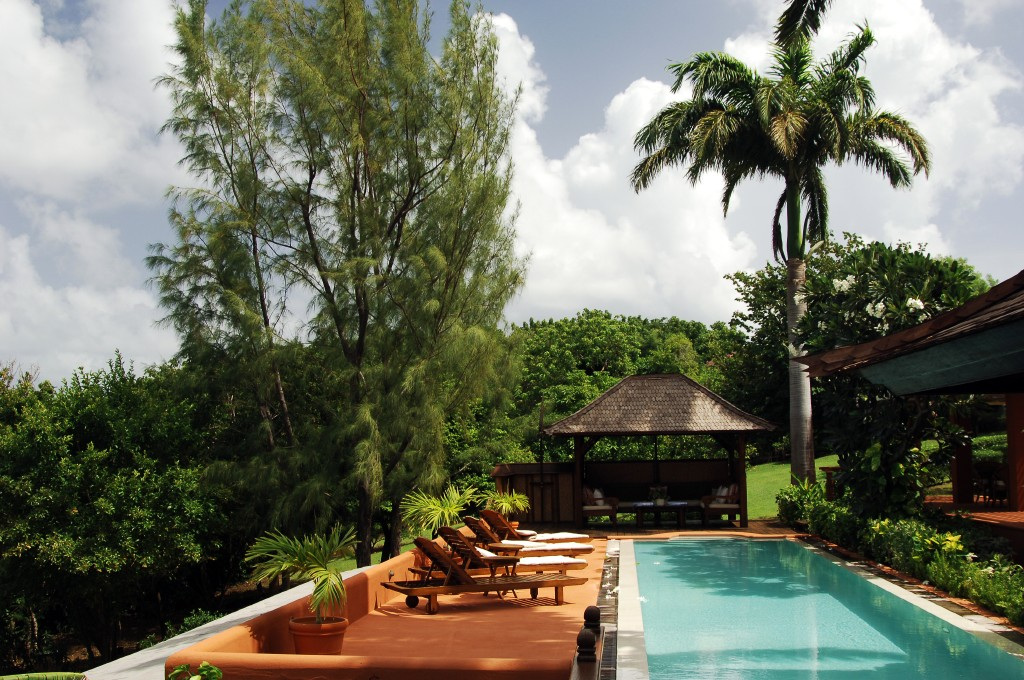
Villa
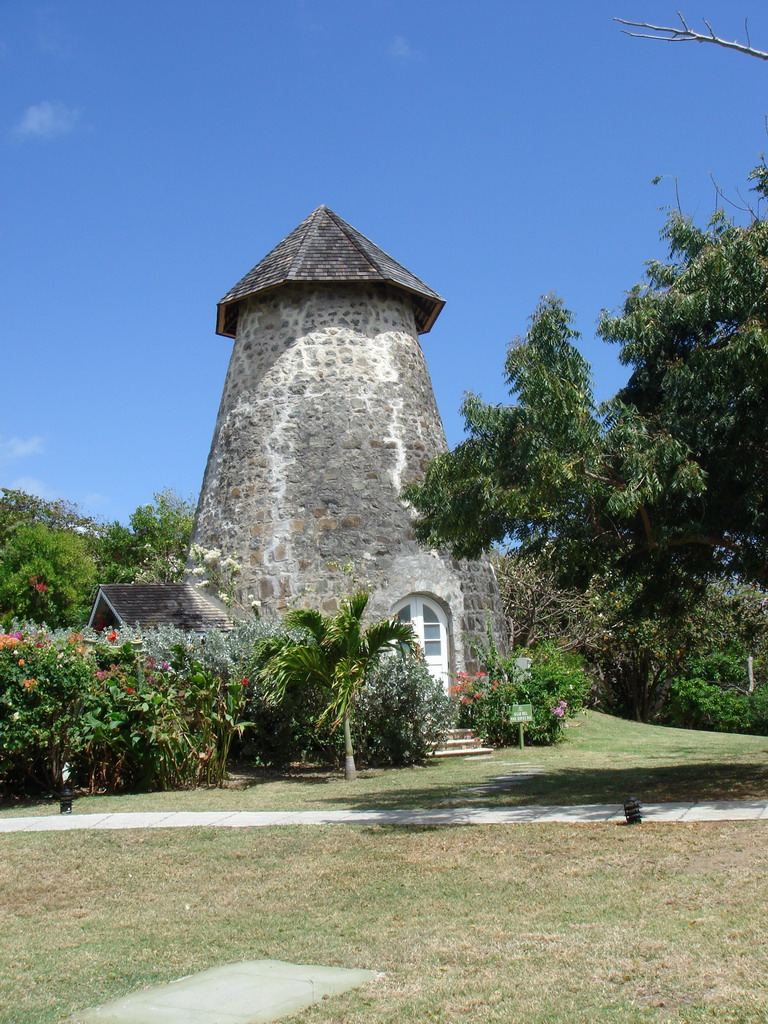
Zuckermühle
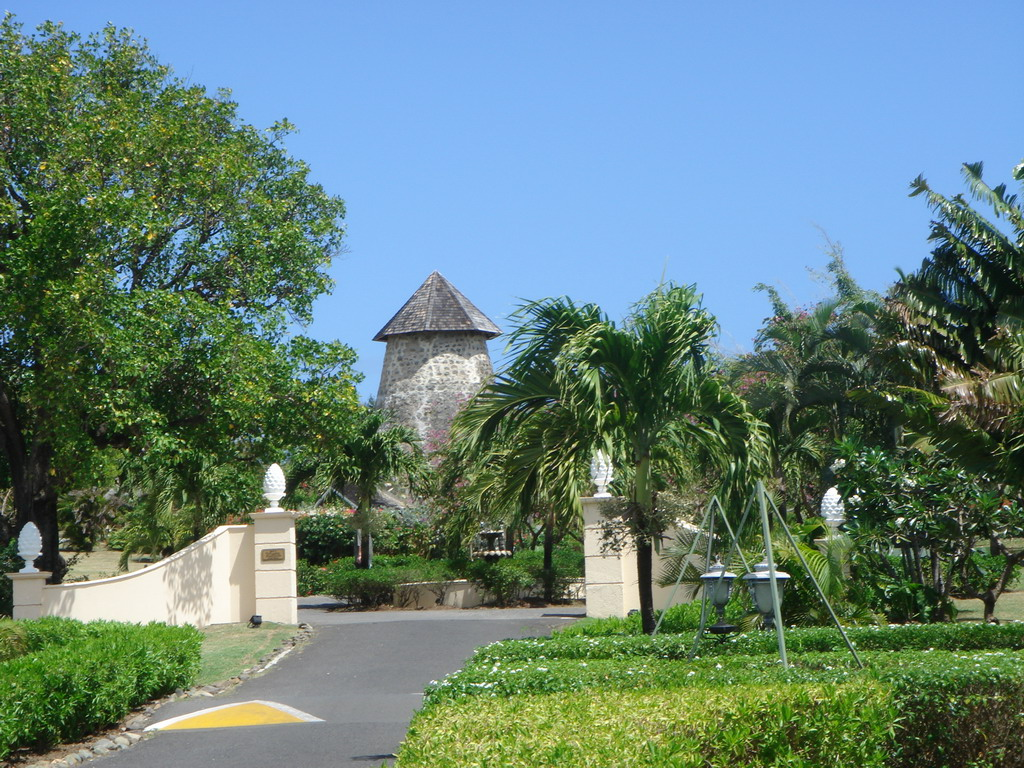
Zuckermühle aus der Ferne
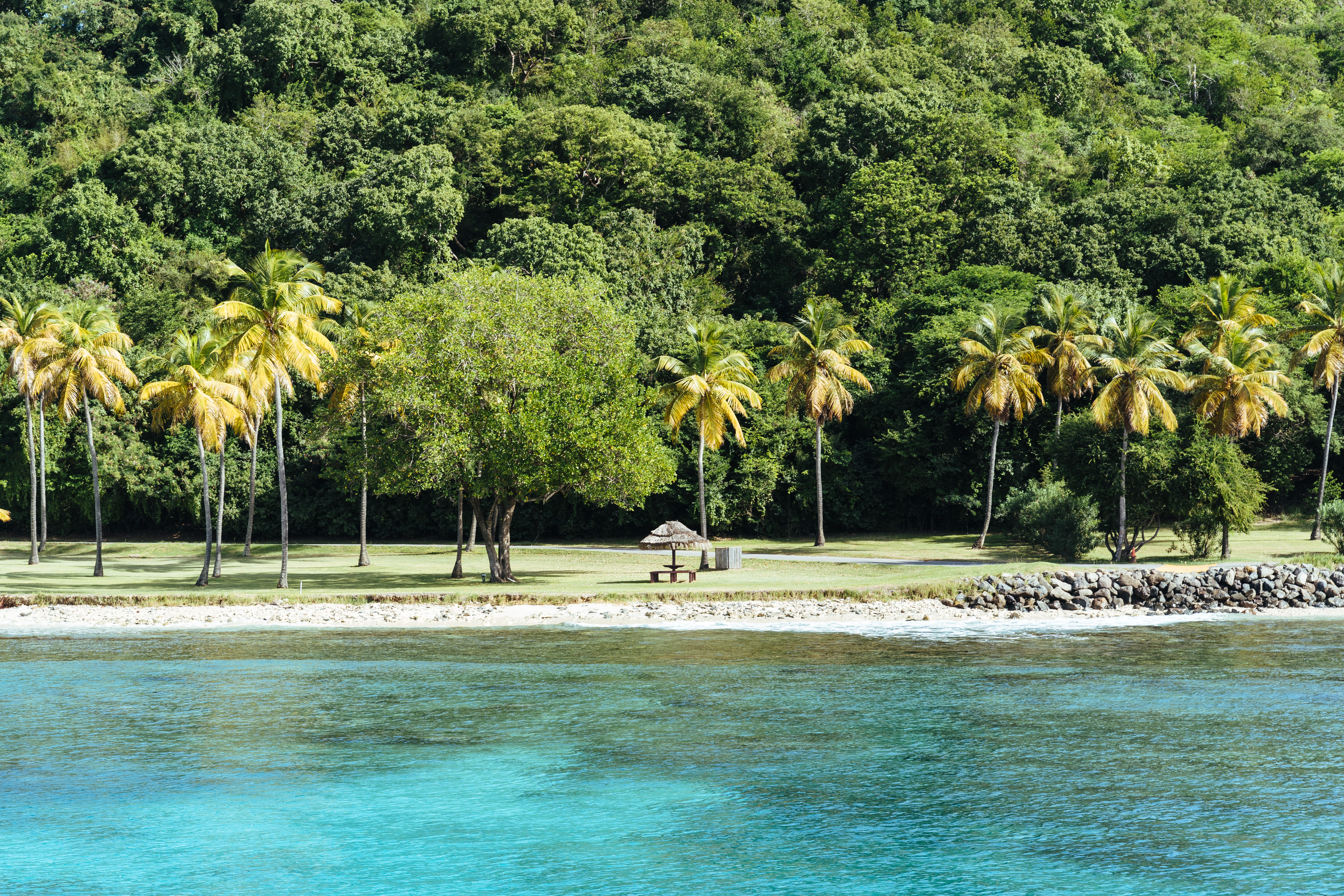
Strand an der Westküste